# Бриджес, Джайлс, 3-й барон Чандос
Джайлс Бриджес (англ. Giles Brydges; примерно 1548 — 21 февраля 1594) — английский аристократ, 3-й барон Чандос с 1573 года. Старший сын Эдмунда Бриджеса, 2-го барона Чандоса, и его жены Доротеи Брей. При жизни отца заседал в Палате общин (1571, 1572—1573), после его смерти унаследовал семейные владения, расположенные в Глостершире, Вустершире и Уилтшире, и занял место в Палате лордов. С 1590 года заседал в Совете Марок Уэльса. В Глостершире, где Бриджес был наиболее влиятельным землевладельцем, он состоял во множестве комиссий, а в 1586 году занял пост лорда-лейтенанта.
Барон женился до сентября 1573 года на Фрэнсис Клинтон, дочери Эдуарда Клинтона, 1-го графа Линкольна, и его второй жены Урсулы Стортон. В этом браке родились:
- Элизабет (примерно 1578—1617), жена сэра Джона Кеннеди[3];
- Кэтрин (примерно 1580—1657), жена Фрэнсиса Рассела, 4-го графа Бедфорда[5];
- Джон;
- Чарльз.

Оба сына Бриджеса умерли детьми, так что его наследником стал младший брат Уильям.